# Guero
Guero är ett album av Beck, utgivet 2005. Det nådde andraplatsen på Billboard 200. Detta album liknar mer Becks album Odelay än hans tidigare skivor. Det här är på grund av att Guero är producerat av The Dust Brothers, de samma som producerade Odelay.

## Låtlista
Alla låtar skrevs av Beck och the Dust Brothers förutom där det står annat.
Sida ett
1. "E-Pro" (Beastie Boys/Beck/Dust Brothers) - 3:22
2. "Qué Onda Guero" - 3:29
3. "Girl" - 3:30
4. "Missing" (Beck/Dust Brothers/Marcos Vinicius DeMoraes/Eduardo Lyra) - 4:44
5. "Black Tambourine" (Beck/Dust Brothers/Eugene Blacknell) - 2:47
6. "Earthquake Weather" (Beck/Dust Brothers/Slave)- 4:26

Sida två
1. "Hell Yes" - 3:18
2. "Broken Drum" (Beck) - 4:30
3. "Scarecrow" - 4:16
4. "Go It Alone" (Beck/Dust Brothers/Jack White) - 4:09
5. "Farewell Ride" (Beck) - 4:19
6. "Rental Car" - 3:06
7. "Emergency Exit" - 4:02